# Rwenzori Mountains Nationalpark
Rwenzori Mountains National Park er en nationalpark og et verdensarvsområde i Rwenzoribjergene i Uganda. Området regnes som et af Afrikas fineste højfjeldsområder og omfatter ca 1.000 km², med flere vandfald, søer, isbræer, og Afrikas tredjehøjeste bjerg: Mount Stanley (også kendt som Mont Ngaliema og Margherita Peak).
Parken, som spænder over flere biotoper fra tropisk regnskov til bræ, repræsenterer naturlige habitater for flere truede arter.
Bjergkæden, som er ca 75 x 45 km i udstrækning, er dannet ved landhævning i Riftdalen. Den anses af mange at være de Månebjerge som Ptolemaios og andre nævnte, men hans beskrivelse er for vag til at helt at fastslå dette.
Sammen med Kilimanjaro og Mount Kenya er Mount Stanley det eneste bjerg i Afrika med snedække hele året.

## Eksterne kilder og henvisninger
- UNEP World Conservation Monitoring Centre: faktaark (Webside ikke længere tilgængelig)